# Неустрия
Неустрия, Нейстрия или Неустразия, означаващо „нова [западна] земя“, е франкско кралство, възникнало през 511 в територията между Аквитания и Ламанш с главни градове Париж и Соасон. Позната е още като Ньостри или районът между реките Сена и Лоара – Regnum Neustriae, съставно кралство на империята на франките. Каролингите обособяват тази територия като гранична марка (маркграфство) Неустрия – буфер срещу Бретан и викингските инвазии и остава такава до управлението на Капетингите през 10 век.

## История
Постоянните преразпределения на териториите след Хлодвиг I разтърсват франкските кралства и се проявяват във войни, продължили близо двеста години. В крайна сметка, Неустрия и Австразия се обединяват отново през 8 век с усилията на майордомите от династията на Пипинидите.
През 748 г. дванадесет графства в Неустрия с център Льо Ман са обявени за херцогство Мен, като за владетел е посочен Грифон – младият брат на Пипин III Къси и Карломан.
Неустрия и Аквитания съставят по-голямата част от Западнофранкското кралство, появило се след Договора от Вердюн (843).

## Марка при Каролингите
Маркграфство Неустрия е създадено от краля от Каролингската династия Карл Плешиви през 861. В началото са обявени две гранични марки – една срещу Бретан и втора срещу Норманите (Бретанска марка и Норманска марка). Те са управлявани от посочен от краля наместник – префект или маркграф.
През 911 г. Робер I Френски е обявен за маркграф на двете марки и получава титлата demarchus. Той и наследниците му Робертини управляват Неустрия до 987 г., когато за крал е избран Хуго Капет и дава началото на нов клон на династията, наречен капетингски. Техният възход става неудържим, когато външната опасност от Бретан и викингите намалява чувствително. След Чудото на Капетингите не се посочват нови маркграфове и Неустрия изчезва от политическата сцена като самостоятелен участник.

## Владетели на Неустрия

### Меровингски крале на Неустрия
- Хлотар II, 584 – 629
- Дагоберт I, 629 – 639
- Хлодвиг II, 639 – 657
- Хлотар III, 657 – 673
- Теодорих III, 673
- Хилдерих II, 673 – 675
- Теодорих III, 675 – 691
- Хлодвиг IV, 691 – 695
- Хилдеберт III, 695 – 711
- Дагоберт III, 711 – 715
- Хилперих II, 715 – 721
- Теодорих IV, 721 – 737
- Хилдерих III, 743 – 751

### Майор-доми на Неустрия
- Ландрик, until 613
- Гундоланд, 613 – 639
- Ега, 639 – 641
- Ерхиноалд, 641 – 658
- Еброан, 658 – 673
- Вулфоалд, 673 – 675
- Левдезиус, 675
- Еброан, 675 – 680 (повторно възкачване)
- Варатон, 680 – 682
- Гистмар, 682
- Варатон, 682 – 686 (повторно възкачване)
- Бертар, 686 – 688
- Пипин Херисталски, 688 – 695
- Гримоалд II, 695 – 714
- Теудоалд, 714 – 715
- Рагенфрид, 715 – 718
- Карл Мартел, 718 – 741
- Пипин III Къси, 741 – 751

### Каролингски крале на Неустрия
- Карл Млади (син на Карл Велики), 790 – 811
- Лотар I, 817 – 831
- Пипин I, 831 – 838
- Карл Плешиви, 838 – 856
- Луи II Заекващия, 856 – 879

### Капетингски маркграфове
- Робер I Френски, 911 – 922
- Хуго Велики, 922 – 956
- Хуго Капет, 956 – 987

## Историография
Основната хроника, писана от гледна точка на Неустрия е Liber Historiae Francorum.